# Расстрельный дом
«Расстре́льный дом» — неофициальное название московского здания по адресу Никольская улица, 23. Такое наименование оно получило в связи с тем, что с 1935 по 1950 год в нём располагалась Военная коллегия Верховного Суда СССР. Это был один из основных ответственных за сталинские репрессии государственных органов, который вынес десятки тысяч неправосудных смертных приговоров. По некоторым свидетельствам, часть казней осуществлялась непосредственно в подвалах этого здания. Начиная с 1980-х годов общественники пытаются добиться открытия в доме музея истории политических репрессий.
Здание также является памятником архитектуры. Оно представляет собой комплекс разновремённых построек: палаты Хованских (вторая половина XVII века), классический дом Шереметевых (1790-е годы), которые подверглись значимой перестройке в 1866 году по проекту Шейясова, а затем в 1895 году — в московском эклектическом стиле по проекту В. Г. Сретенского. В 2006 году дом получил статус объекта культурного наследия России как здание Московской ремесленной управы, владевшей им до революции 1917 года.

## Строение
Занимаемая зданием территория в примерно 2000 м² имеет условно прямоугольную форму, ориентированную по сторонам света. Северный фасад выходит на Театральный проезд. С северо-запада к зданию примыкают музеефицированные фундаменты церкви Троицы Живоначальной в Полях. С востока проходит исторический «Никольский проезд на погост церкви Троицы что в Полях». Через проезд от здания находится ТЦ «Наутилус», построенный на месте снесённой часовни Пантелеимона Целителя. Западная часть дома примыкает к аптеке Феррейна. Южный фасад строения выходит на Никольскую улицу.
«Расстрельный дом» располагается в близком соседстве от Лубянской площади, по периметру которой в советское время был сформирован целый «чекистский квартал» — система зданий, занимаемых ранее различными госорганами, ответственными за политические репрессии в СССР.
Современное здание состоит из нескольких построенных в разное время сооружений, объединённых вокруг внутреннего двора-колодца. Палаты Хованских (вторая половина XVII века) частично дошли до наших дней, составляя два этажа во всю длину в стене трёхчастного фасада северного корпуса.
Оформление дворового фасада южного строения сохранило первоначальный облик дома Шереметевых (1790-е годы), выполненного в классическом стиле. Проводившаяся в 1895 году реконструкция здания придала выходящему на Никольскую улицу фасаду характерные для московской архитектуры того времени эклектические черты: они представлены лопатками, нишами, филёнками и горизонтальными рустиками.

## История

### В царской России
|          |          |
| 1756 год | 1815 год |
|          |          |
| 1827 год | 1866 год |

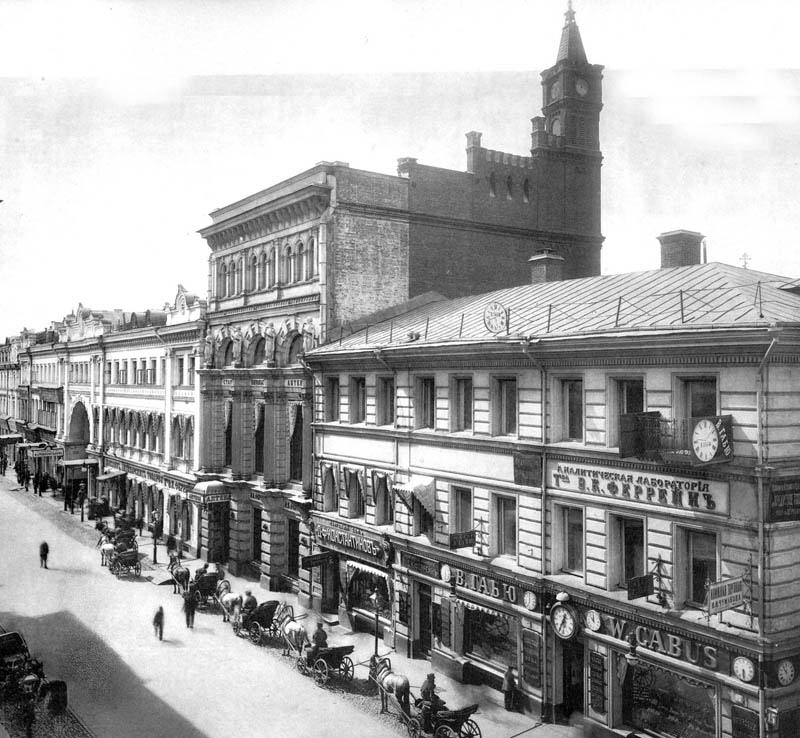
Фасад с Никольской улицы.
Фотография 1911 года

По данным 1626 года участок, на котором стоит здание, принадлежал Алексею Левашову. В 1657 году он находился уже во владении князя И. Н. Хованского. При новом хозяине во второй половине XVII века на территории участка были возведены каменные двухэтажные трёхчастные палаты, которые впоследствии легли в основу северного корпуса современной постройки (строение 2).
В 1675 году владение перешло по наследству сыну князя — И. И. Хованскому. После его ареста и скоропостижной смерти в 1701 году участок с постройками был изъят в пользу государственной казны, а затем разделён на части и распродан. В 1756 году на рассматриваемой территории Петербургская академия наук организовала книжную лавку, возведя ряд каменных и деревянных зданий. В 1784 году её приобрёл купец Н. Н. Кольчугин, известный сотрудничеством с издателем Н. И. Новиковым. В 1792 году после их ареста участок был продан графу Н. П. Шереметеву. При нём в 1790-е годы вдоль Никольской улицы был построен трёхэтажный дом с подвалом, лёгший впоследствии в основу современного южного корпуса (строение 1). От этого здания хорошо сохранился внутренний фасад, выполненный в стиле классицизма по образцу «для именитых» третьей четверти XVIII века. Также на плане 1799 года появляется западный двухэтажный корпус.
В 1810 году Шереметевы продали участок Ремесленной цеховой управе, владевшей им до революции 1917 года. Северный и западный корпуса сильно пострадали во время московского пожара 1812 года, но полностью разобраны не были, а лишь частично перестроены. В дальнейшем у южного и северного корпусов появляются галереи вдоль дворовых фасадов. Дом использовали для административных нужд, в том числе цеховых судов, в его подвале располагался карцер для провинившихся ремесленников. В 1820-е годы в зданиях разместилась богадельня на 60 человек. В 1830-х годах они были преобразованы в доходный дом, его комнаты сдавались внаём. В 1835 году одну из его квартир снимал публицист Н. В. Станкевич. У него в гостях бывали М. А. Бакунин, В. Г. Белинский, И. С. Тургенев, В. П. Боткин, К. С. Аксаков, Т. Н. Грановский, Тимофей Николаевич.
В 1866 году дом перестроили по проекту архитектора Шейясова. Был возведён трёхэтажный восточный корпус с проездной аркой. Он объединил южный и западный дома и тем самым замкнул внутренний двор-колодец. Южную дворовую галерею разобрали. Северное здание было надстроено третьим этажом, а его галерея — вторым и включена в общий объём, в западный угол дома поместили чугунную лестницу. Так как новые фасады выходили на церковное кладбище и проезд к нему, то их оформили скромно: тянутые карнизы, простые наличники окон, только на втором этаже отмеченные треугольными фронтонами.

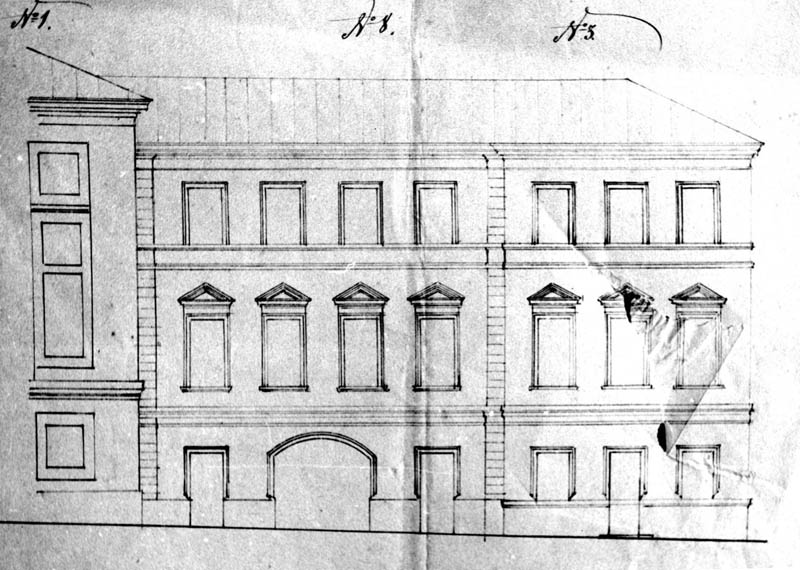
Проект восточного фасада 1866 года. По такому же типу был выполнен и северный. Слева видно изначальное классическое убранство южного строения
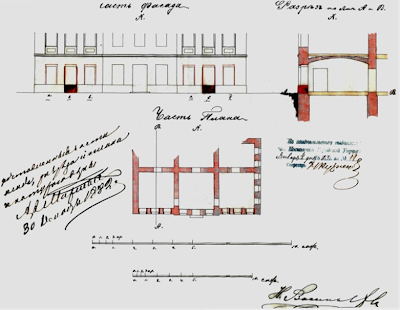
Проект южного фасада 1882 года. Сверху видно изначальное классическое убранство дома
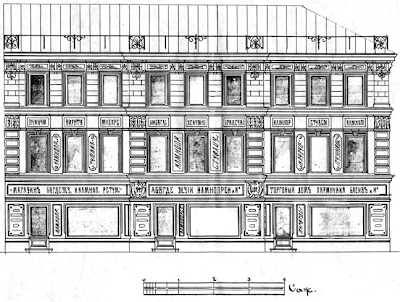
Проект южного фасада 1895 года
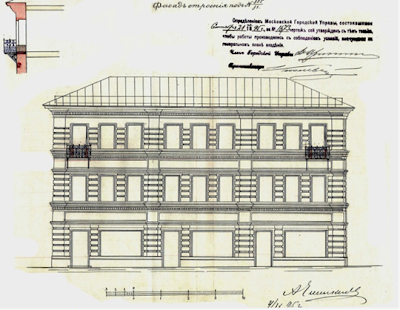
Проект с балконами южного фасада 1895 года

В 1870-х годах перестраивался западный корпус, была обустроена канализация. В 1882 году под нужды магазина П. В. Трусова перестраивался первый этаж северного корпуса: три помещения были объединены в одно, а два боковых входа заделаны. В 1889 году этот фасад также подвергся некоторым изменениям.
Современный вид здание получило в 1895 году, когда под руководством архитектора В. Г. Сретенского южный корпус перестроили из жилого помещения в трёхэтажный магазин. Арочные своды первого этажа были разобраны и заменены высокими потолками торговых залов; были обустроены лестницы, коробовые своды подвала уступили место армокаменным сводам по металлическим балкам. Фасад был переделан в модный тогда московский эклектический стиль. Здание украсила горизонтальная рустика, четыре вертикальных лопатки разделили здание на три равных части по три оконных оси, три тянутых профилированных карниза поместили над окнами каждого этажа, над окнами первого и второго этажей были размещены широкие стационарные ленты для рекламы. Два окна первого этажа каждой из трёх частей фасада были объединены в широкие витрины, а третье — обустроено под вход. Первый этаж занял магазин швейцарских золотых часов Л. В. Габю. По состоянию на 1914 год в доме также размещались аптека и склад В. К. Феррейна и книжная лавка В. И. Чумакова.

### В Советской России

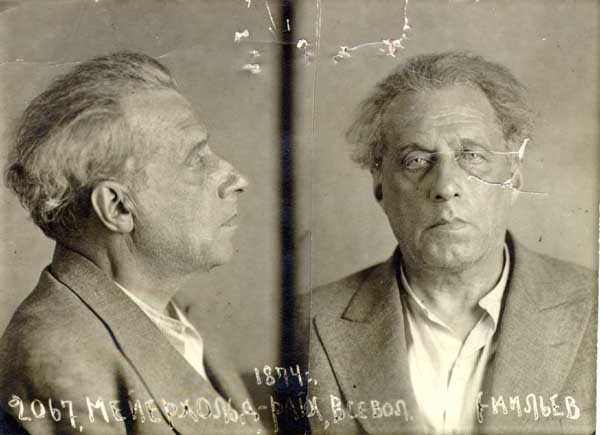
В. Э. Мейерхольд. Фотография НКВД после ареста. 1939 год

В 1930-х годах здание подверглось капитальному ремонту с целью размещения в нём госучреждения. По некоторым свидетельствам, в этот период дом соединили подземным тоннелем со зданием органов госбезопасности на Лубянке, хотя существование такого тоннеля ставится исследователями под сомнение.
По некоторым предположениям, в этом здании в начале 1930-х годов находилось Особое конструкторское бюро ОГПУ, в котором к принудительному труду были привлечены репрессированные учёные, среди этих заключённых были А. А. Бессонов, Н. Р. Брилинг, Б. С. Стечкин.

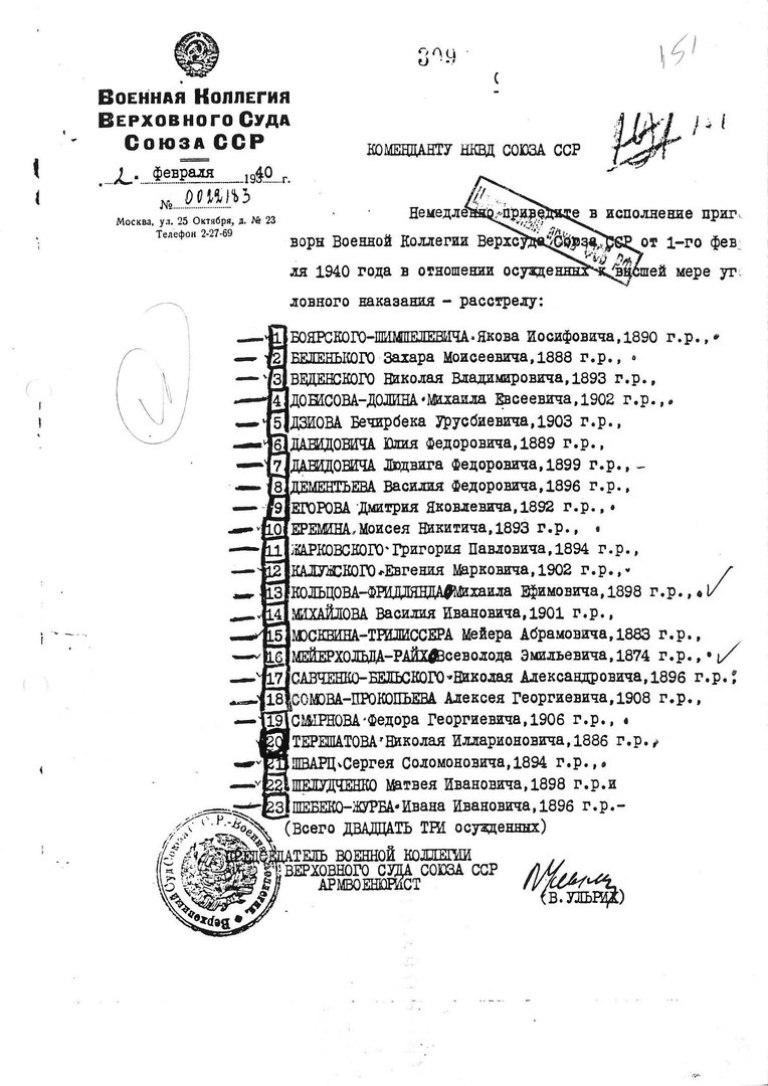
Предписание В. В. Ульриха о расстреле осуждённых. В списке — Я. О. Боярский, М. Е. Кольцов, В. Э. Мейерхольд и другие

С 1935 по 1950 год дом занимала Военная коллегия Верховного суда СССР (которую бессменно возглавлял В. В. Ульрих) — один из основных ответственных за сталинские репрессии государственных органов. В период Большого террора начиная с февраля 1937 года Политбюро ЦК ВКП(б) начало утверждать составленные НКВД списки людей, подлежащих на основании закона от 1 декабря 1934 года суду Военной коллегией. Её заседания проходили на третьем этаже в зале на углу восточного и северного корпусов. Приговор был заранее определён НКВД и Политбюро (И. В. Сталиным и его ближайшими соратниками). Однако советские власти стремились придать репрессиям видимость законности. Если верить протоколам заседаний Военной коллегии, рассмотрения дел проводились формально и длились от 5—10 до 25—30 минут. При этом не проводилось проверки показаний и заявлений. Подсудимые не имели права ни на защиту, ни на обжалование. Им только задавали несколько уточняющих вопросов, а затем давали последнее слово. В некоторые дни так приговаривалось более 100 человек. Исследователи объясняют это или работой сразу несколькими «судебными бригадами», либо проведением фальсификации протоколов заседаний Военной коллегией и вынесением решения без заседания. По предположению учёных, смертные приговоры не объявлялись жертвам: о своей казни они узнавали прямо во время её исполнения, которое проводилось в тот же день.
По некоторым свидетельствам, часть расстрелов проходила прямо в подвалах дома. Тела казнённых жертв помещались в ящики из-под патронов, которые грузились в закрытые машины и отвозились для уничтожения в Донской крематорий. Некоторые люди утверждали, что видели в подвале следы от пуль. В 2007 году при изыскательных работах там был найден ящик из-под патронов. Однако, исследователи отмечают, что во время Большого террора места казней жертв репрессий были засекречены, и на данный момент нет документальных свидетельств о расстрелах в здании Верховной коллегии. При этом известно, что по крайней мере до августа 1937 года казни приводили в исполнение её коменданты (до 1936 года — П. Кушин, затем — И. Игнатьев) и что осуществлялись они обычно в подвалах. Кроме того, о расстрелах в доме говорится в воспоминаниях А. В. Снегова, а также в устных свидетельствах сотрудников здания и КГБ в 1980-х годах. Исследователи отмечают, что такие источники нельзя считать надёжными и что в любом случае подвал здания Верховной коллегии не подходил для массовых казней. Они также указывают, что, хотя история о расстрелах может быть городской легендой, прозвание дома «расстрельным» оправдано уже количеством вынесенных в нём смертных приговоров.
Всего известно 383 списка НКВД на 44 тысячи человек, на 39 тысяч из которых Политбюро дало санкцию на расстрел. Среди приговорённых Военной коллегией к расстрелу — писатели И. Э. Бабель, И. И. Катаев, Б. А. Пильняк, С. М. Третьяков, Б. Ясенский, М. Е. Кольцов, режиссёр В. Э. Мейерхольд, дипломаты М. Э. Плисецкий и А. Я. Аросев, маршалы М. Н. Тухачевский и А. И. Егоров, маршал авиации С. А. Худяков, учёные Н. Д. Кондратьев, Е. Д. Поливанов, Р. Л. Самойлович и А. В. Чаянов, члены политбюро Н. И. Бухарин, Г. Е. Зиновьев, Л. Б. Каменев, С. В. Косиор, А. И. Рыков, В. Я. Чубарь, а также правительство Монголии в полном составе, 25 союзных и 19 республиканских наркомов, 13 командармов, 43 комкора, 85 комбригов, свыше 100 профессоров, более 300 директоров ведущих предприятий и многие другие. Происходившим в «Расстрельном доме» процессам посвящены мемуары П. И. Якира («дело Тухачевского») и адмирала Н. Г. Кузнецова (суд над ним).
Справочное отделение Военной коллегии располагалось на первом этаже южного корпуса, в помещениях бывших магазинов. Именно тут родные казнённых репрессированных получали ложные сообщения о приговорах к «десяти годам без права переписки». Личный кабинет председателя В. В. Ульриха находился на втором этаже в западной части южного корпуса. Здесь он подписывал приказы на расстрелы.
В 1950 году здание было передано Московскому городскому военкомату. Для его нужд в доме несколько раз проводились перепланировки и ремонт отдельных помещений. В 1980-е годы некоторые гражданские активисты (по некоторым свидетельствам, среди них был и А. Д. Сахаров) выступали с инициативой открыть в «Расстрельном доме» Музей истории советского террора, однако власти их не поддержали.

### В современной России

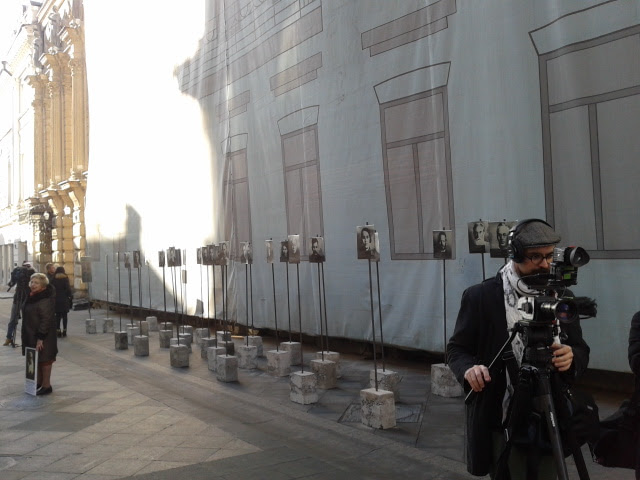
Уличная выставка. 2014 год

Московский городской военкомат занимал здание до середины первого десятилетия XXI века.
В 2005 году «Расстрельный дом» приобрела компания «Сибнефтегаз», являвшаяся дочерним предприятием Банка Москвы. Новые владельцы собирались снести здание, вырыть на его месте подземную парковку и построить торговые помещения, восстановив первоначальный фасад заново. В 2006 году комиссия правительства Москвы во главе с В. И. Ресиным разрешила собственнику провести реконструкцию, подразумевавшую сохранение только исторического фасада и сводчатых подвалов. Автором проекта выступил А. Р. Асадов. Эти намерения вызвали возмущение общества «Мемориал», которое обратилось к правительству Москвы с требованием сохранить историческое здание, присвоить ему статус объекта культурного наследия и создать в нём музей истории политических репрессий. В итоге городской Комитет по культурному наследию внёс здание в список выявленных объектов культурного наследия. А Министерство культуры РФ и Роскультура выступили с поддержкой идеи создания музея.
В 2008 году активисты снова предприняли попытку организовать в здании музей. Инициативная группа, в которую входили бизнесмены и депутаты, предложила Банку Москвы компенсировать расходы на создание мемориального пространства. Среди подписантов данного обращения были самые разные люди: В. А. Рыжков и В. В. Жириновский, С. Н. Бабурин и Г. П. Хованская, П. В. Крашенинников и О. Н. Смолин, В. Н. Плигин и К. И. Косачёв. На этом фоне в 2009 году под давлением инвесторов межведомственная комиссия правительства Москвы лишила здание статуса объекта культурного наследия. Однако вскоре после отставки Ю. М. Лужкова это решение было признано незаконным. В конечном итоге Банк Москвы согласился выделить под музей подвал «Расстрельного дома», в котором происходили казни. Однако после возбуждения в 2011 году против главы банка А. Ф. Бородина уголовного дела и его бегства за границу эти договорённости остались нереализованными. Само здание вскоре сменило владельца. Считается, что им стал предприниматель М. В. Слипенчук, который отказался открывать музей. В 2012 году новая комиссия вновь подтвердила статус здания как объекта культурного наследия, а вскоре это решение поддержало правительство Москвы. В этом же году руководство Музея истории ГУЛАГа выступило с инициативой о создании на его базе единой музейно-мемориальной инфраструктуры, которая бы включила Соловецкий камень, «Расстрельный дом» и полигон Коммунарка. В 2013 году эту идею поддержала администрация президента. Однако в итоге данный проект так и не был реализован. В 2013 году врио мэра Москвы С. С. Собянин высказался за открытие в доме гостиницы. В этом же году при утверждении Мосгорнаследием перечня предметов охраны объекта культурного наследия из него было удалено упоминание о 1930-х годах. Однако уже в 2014 году городское правительство пообещало выкупить здание с целью создания в нём филиала Музея истории ГУЛАГа. Но в итоге продажа не состоялась, а здание так и осталось пустующим.
В 2011 году «Архнадзор» и «Мемориал» провели акцию памяти, в рамках которой вывесили в районе Лубянки и вокруг Расстрельного дома на домах жертв политических репрессий временные таблички с их именами. В 2014 году Музей истории ГУЛАГа совместно с правительством Москвы проводил у дома уличную выставку портретов приговорённых в нём жертв репрессий. В 2018 году «Мемориал» поставил временные информационные стенды. Также около здания регулярно проходят различные акции в поддержку создания музея.
В 2016 году «Расстрельный дом» выкупил предприниматель Владимир Давиди, планировавший открыть в нём магазин парфюмерии. В 2017 году Градостроительно-земельная комиссия и Мосгорнаследие согласились с документацией по реставрации памятника. В 2018 году в здании начались строительные работы по проекту строительной компании «Архитектурное наследие». План ремонта предусматривал противоаварийные мероприятия, гидроизоляцию, починку кладки стен и сводов, восстановление архитектурных элементов и фасадов XVII—XVIII веков. Однако критики отмечали, что предложения застеклить внутренний двор, навести в нём террасы, углубить подвалы, создать новые дверные проёмы являются сомнительными с точки зрения научной реставрации. Кроме того, критике подверглось планируемое уничтожение следов истории XX века, то есть сохранение памяти о репрессиях не подразумевалось. В ответ представители инвестора обещали найти место для музея или мемориальной доски. Ремонт предполагалось закончить в 2019 году.
Для привлечения внимания к судьбе «Расстрельного дома» «Новая газета», агентство Action и парфюмер Алена Цишевская выпустили духи № 23 с запахом пороха и в форме гильзы. Название связано с тем, что адрес дома — Никольская улица, дом 23. Эта работа получила золотого «Каннского Льва» в номинации PR, Culture & Context в 2021 году.
В конце 2019 года разразился новый скандал. Стало известно, что государственная экспертиза разрешила приспособить помещения, где проходили суды и расстрелы, под ресторан. Это вызвало возмущение и протесты общественников и родственников погибших. С осуждением этих планов выступили «Мемориал», «Архнадзор», директор Музея истории ГУЛАГа Р. В. Романов.